# 망대

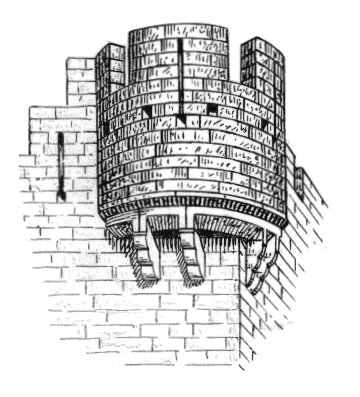

망대(望臺, bartizan, 바티잔)는 중세 방어시설의 벽 모서리에서 돌출된 부분이다. 14세기 초에서 16세기에 걸쳐 나타난다.
망대는 14세기 초부터 중세 후기 및 초기 현대 요새의 벽에서 돌출된 벽 장착형 포탑이다. 모퉁이에서 가장 자주 발견되며 교도관을 보호하고 주변을 볼 수 있게 해준다. 망대는 일반적으로 오일렛 또는 화살표 슬릿이 제공된다. 포탑은 일반적으로 계단식 석조 코벨로 지지되었으며 원형, 다각형 또는 사각형일 수 있다.
망대는 스코틀랜드 남작 건축의 많은 주목할만한 예시에서 볼 수 있다. 애버딘의 건축 양식에서 1868~74년에 지어진 새로운 타운 하우스(Town House)는 망대를 웨스트타워(West Tower)에 통합했다.

## 같이 보기
- 호딩